# Gilja
Gilja este o localitate din comuna Gjesdal, provincia Rogaland, Norvegia, cu o suprafață de 0,3 km² și o populație de 369 locuitori (2013).